# Fekolibri
Fekolibri (Mellisuga minima) är en fågel i familjen kolibrier.

## Utseende
Fekolibrin räknas som världens näst minsta fågelart, efter sin släkting bikolibrin. Genomsnittligt är den 6 cm lång, inklusive näbben, och väger 2,0-2,4 gram. Dess ägg tillhör också fågelvärldens minsta med en längd av ungefär 1 cm och vikten 0,375 g.

## Utbredning och levnadsmiljö
Fekolibrin förekommer i Dominikanska republiken, Haiti och Jamaica och som flyttfågel i Puerto Rico. Dess naturliga miljö är fuktiga subtropiska och tropiska låglänta skogar.

## Systematik
Arten beskrev av Linné, 1758 och delas numera in i två underarter:
- M. m. minima – förekommer på Jamaica.
- M. m. vielloti – förekommer på Hispaniola, Gonâve, Tortue, Isla Saona, Isla Catalina och Île à Vache.

## Status
IUCN kategoriserar arten som livskraftig.

## Bildgalleri

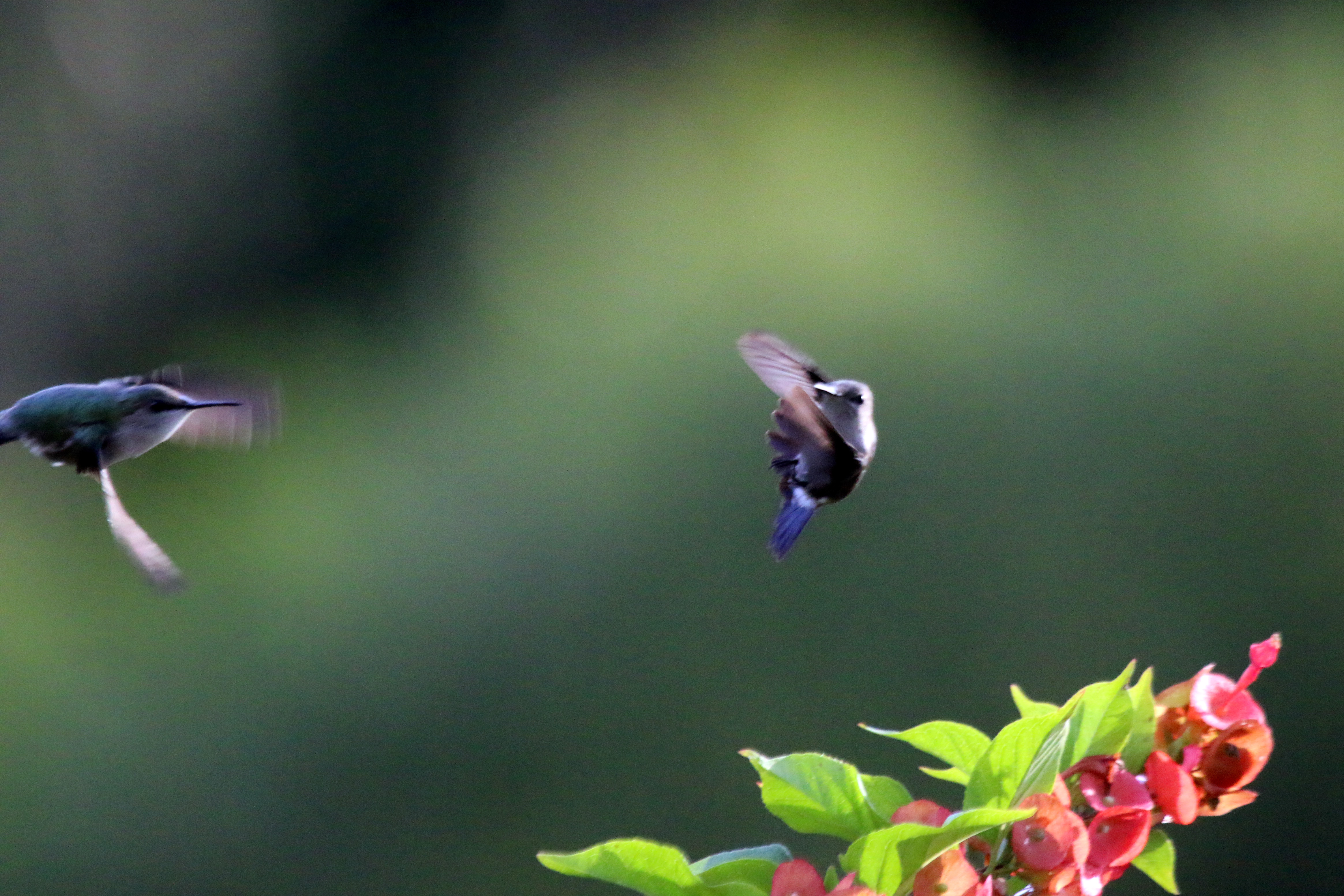
Uppvaktande hane, Jamaica.
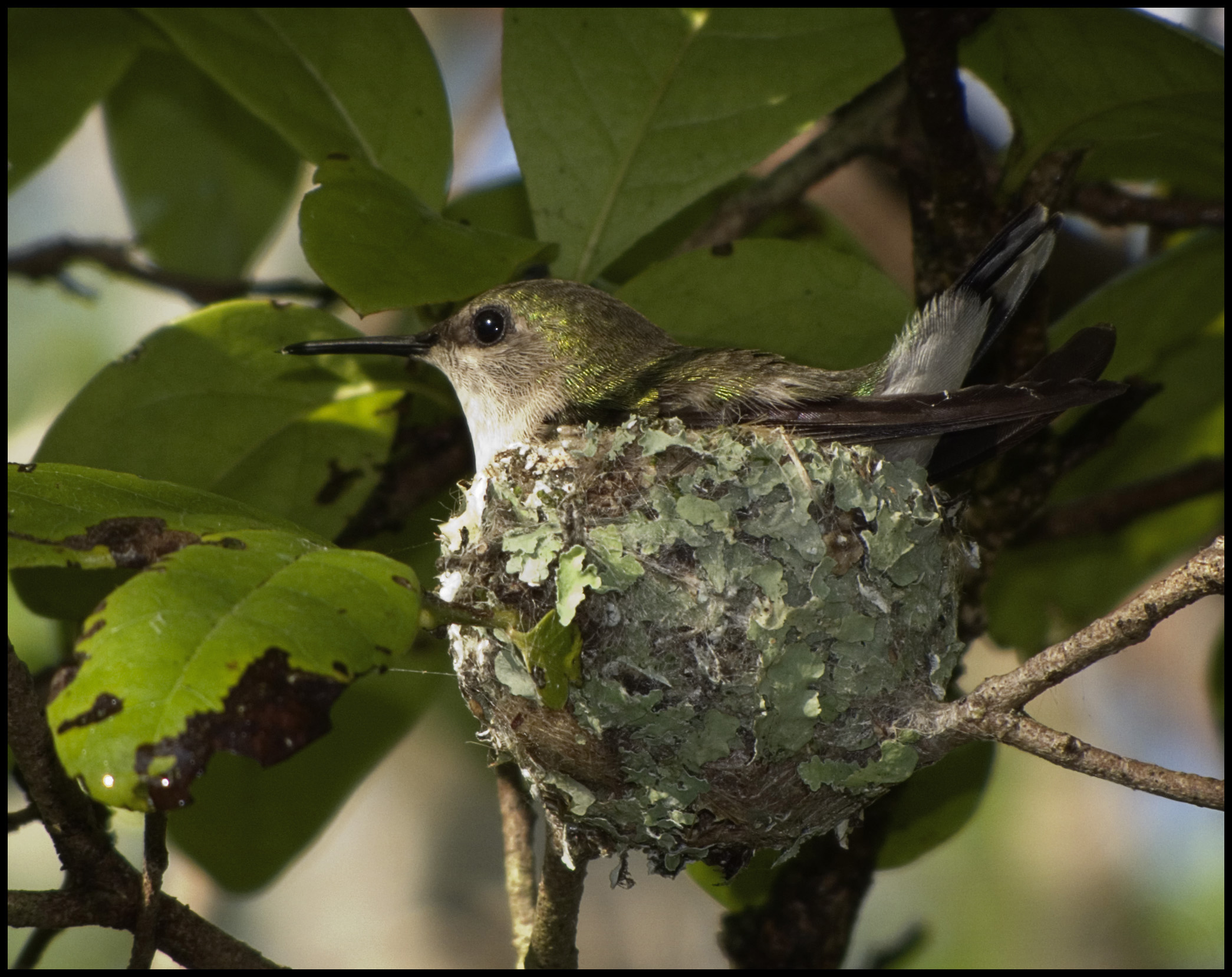
Fekolibri i boet.
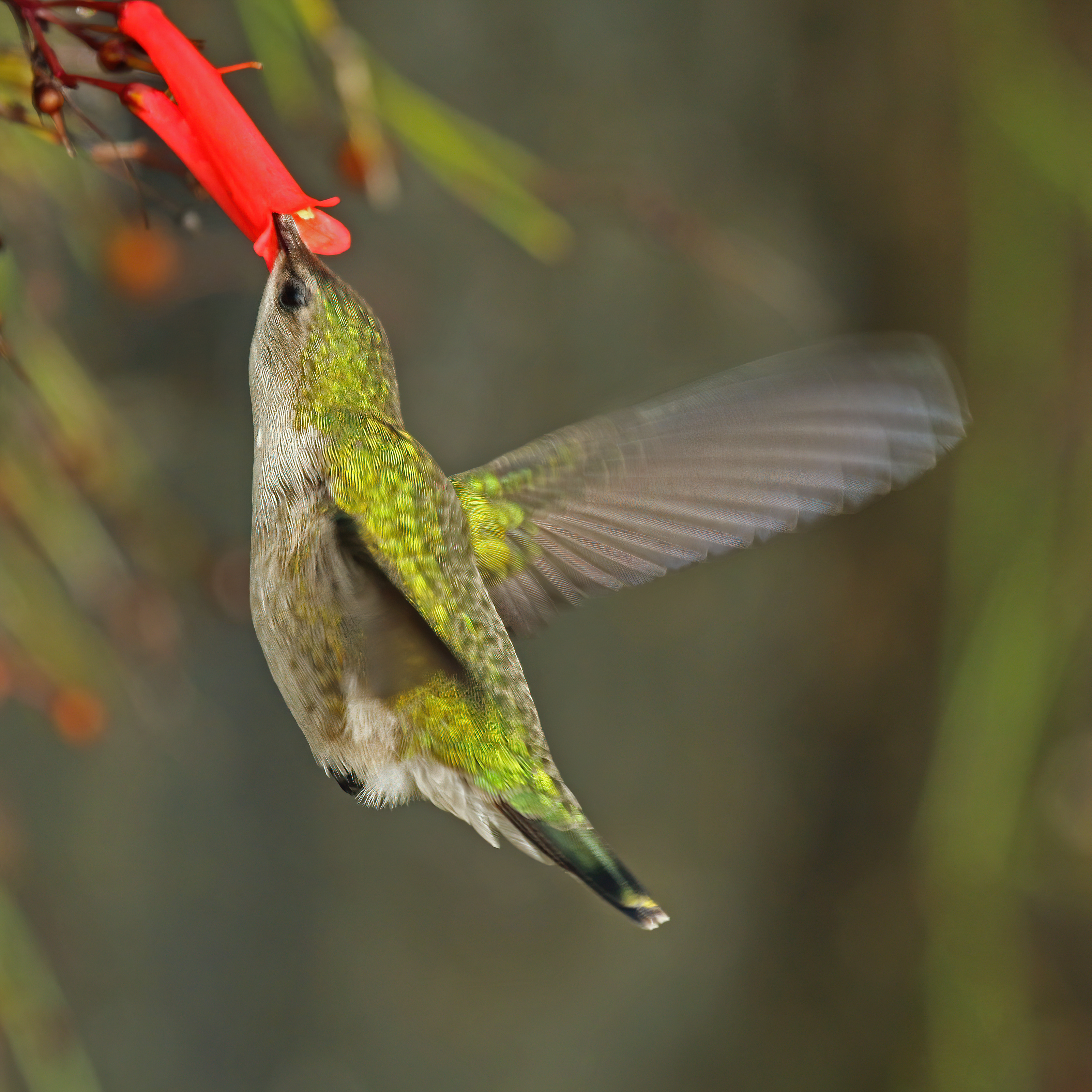
Fekolibri som dricker nektar, Jamaica.
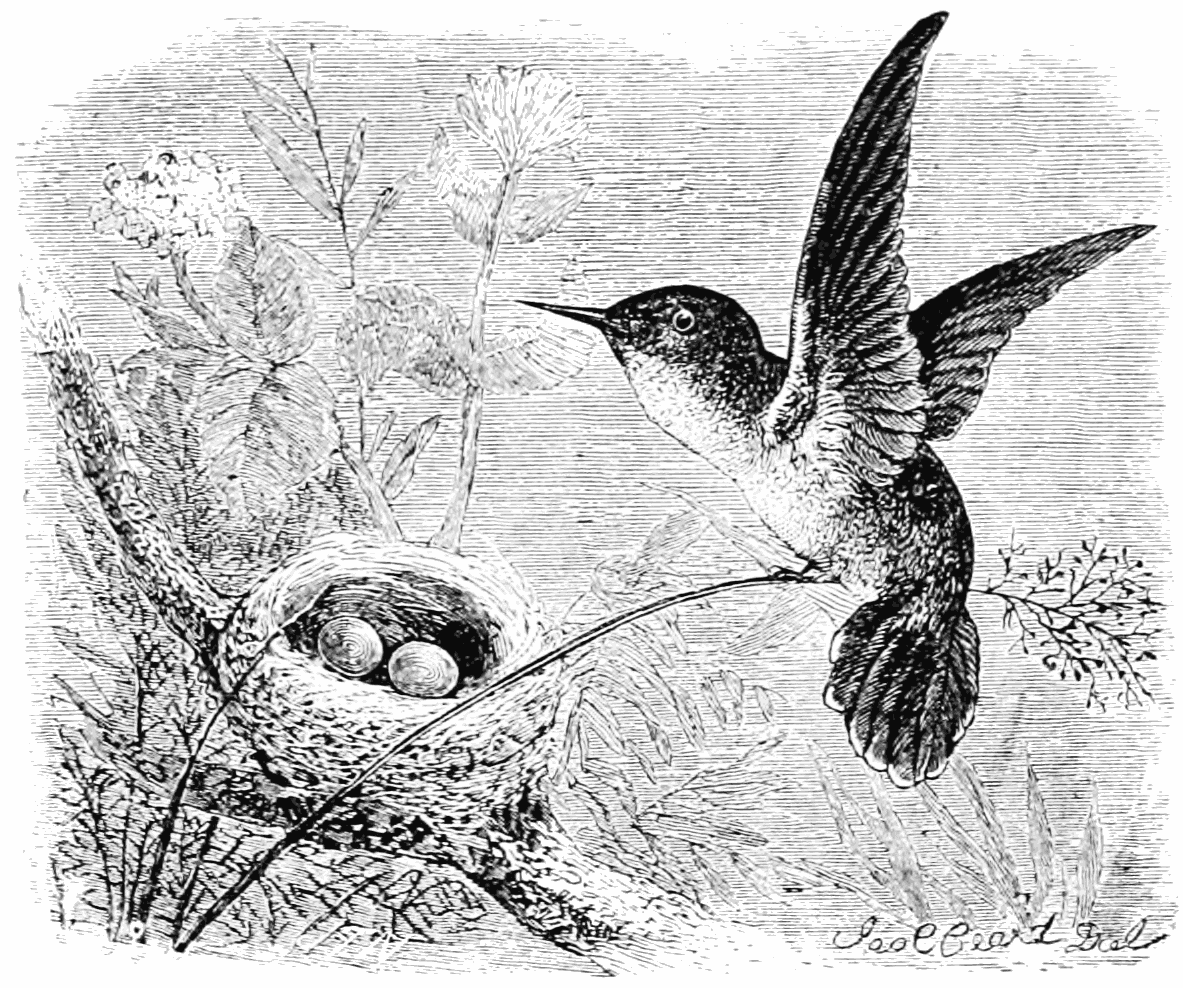